# می‌هیل (نیومکزیکو)
می‌هیل (به انگلیسی: Mayhill) یک منطقهٔ مسکونی در ایالات متحده آمریکا است که در شهرستان آترو، نیومکزیکو واقع شده‌است. می‌هیل ۲٬۰۰۵٫۹۱ متر بالاتر از سطح دریا واقع شده‌است.